# Menachem Bello
Menachem Bello   (Tel-Aviv, 26 de desembre de 1947), també anomenat Miko Bello, fou un futbolista israelià de la dècada de 1970.
Fou 57 cops internacional amb la selecció israeliana amb la qual participà en la Copa del Món de Futbol de 1970. Pel que fa a clubs, defensà els colors de Maccabi Tel-Aviv.